# 桓曄
桓曄，字文林，本名桓嚴，沛郡龍亢人，東漢名士。議郎桓鸞之子。

## 生平
桓曄自少已經重視修養志節。他的姑母是司空楊賜（楊震之孫、楊彪之父）的夫人，在桓曄父親桓鸞逝世的時候，姑母回娘家赴喪，卻在中途的傳舍裡慢條斯理地整理衣飾，之後才回去家中。這件事被桓曄得知後，怏怏不樂，不以為然。當姑母慰問他時，他只是一味號哭，不肯回答姑母一句說話。姑丈楊賜後來派人打理桓鸞祠靈，並透過縣官給予桓曄祠具，桓曄都不肯接受。此後每次桓曄到京師洛陽時，都不會前往投靠姑丈及姑母，可見其堅持與執著。賓客從者都敬重桓曄的志向與德行。
後來桓曄出任郡功曹，後舉孝廉、有道、方正、茂才，三公一起辟任他，他都不肯赴任。初平年間，天下紛亂，桓曄避禍會稽，揚州刺史劉繇及會稽太守王朗先後加以濟，桓曄都不肯接受。後來桓曄循海路前往交趾，但在與南越人共存的時候，被惡人誣陷，死於合浦郡的監獄中。